# Gading Sari (Mesuji Makmur)
Gading Sari is een bestuurslaag in het regentschap Ogan Komering Ilir van de provincie Zuid-Sumatra, Indonesië. Gading Sari telt 2212 inwoners (volkstelling 2010).